# 1,2-Дифтортетрахлорэтан
1,2-Дифтортетрахлорэтан — низший хлорфторуглерод, бесцветная прозрачная жидкость со слабым запахом гексахлорэтана. Относится к хладонам, производство и применение которых регулируется Монреальским протоколом. Торговая марка (СССР, РФ) — хладон 112.

## Свойства

### Физические свойства
Достаточно инертная бесцветная жидкость. При ультрафиолетовом облучении в присутствии кислорода разрушается с образованием радикалов, которые дисмутируют до фторхлоруглеродов, хлоруглеродов и хлора (в том числе атомарного, взаимодействующего с озоном, что приводит к снижению концентрации озона в стратосфере).

### Химические свойства
Основными химическими свойствами являются:
- 1,2-дифтортетрахлорэтан — нетоксичен, но вдыхание воздуха с его большими концентрациями может привести к отёку лёгких, вызывает наркотический эффект;
- взаимодействуя с водородом, образуют продукты замещения галогенов на водород;
- взаимодействуя с фтороводородом в присутствии катализаторов образуются продукты замещения хлора на фтор;
- плохо растворим в воде, не взаимодействует с ней;
- вещество растворяется в спирте, эфире и бензине;
- его химические превращения требуют высоких температур[3].

## Получение
Основными промышленными методами производства 1,2-дифтортетрахлорэтана являются жидко- или газофазное фторирование 1,1,2,2-Тетрахлорэтана фтором, безводным фтороводородом в присутствии галогенидов сурьмы, гексахлорэтана фторидами металлов, а также дисмутация полифторхлоралкана при 150—250 °С в присутствии оксида или хлорида алюминия.

## Применение
1,2-Дифтортетрахлорэтан является инертным растворителем и реагентом для фторорганического синтеза. Применяется как чистящее средство.
Не токсичен для животных, не раздражает кожу и слизистые оболочки, поэтому в ветеринарии используется для достижения антигельминтного результата. Он эффективен в отношении гельминтов трематод (фасциолёза и парамфистоматоза), но действует исключительно на взрослые формы фасциолёз.